# Тихомиров, Григорий
Григорий Тихомиров (1798 — 1831) — врач Российской империи, доктор медицины Императорского Московского университета (1826), коллежский асессор.

## Биография
Григорий Тихомиров родился в 1798 году, происходил из духовного сословия.
Первоначально обучался в Московской славяно-греко-латинской академии, по окончании которой поступил в 1818 году казенным студентом на медицинский факультет Московского университета. В 1822 году Тихомиров получил степень лекаря 1-го разряда и был оставлен при университете суб-инспектором. 21 июня (3 июля) 1826 года он представил диссертацию «De aquis mineralibus…» («О минеральных водах и их влиянии на организм человека») за которую был удостоен степени доктора медицины и был назначен адъюнкт-профессором при университете. В том же году Тихомиров был командирован в Кавказскую область к Червленской карантинной заставе, но прежде чем он доехал до места назначения, он был уволен из гражданского ведомства и был определен ординатором в Ораниенбаумский военный госпиталь. В 1827 году он был переведен в артиллерийский госпиталь, затем в 1828 году в лейб-гвардии Павловский полк, а в 1830 году — в лейб-гвардии Сапёрный батальон.
Григорий Тихомиров умер в 1831 году.

## Труды
- De aquis mineralibus, eorumque effectu in corpus humanuru :  [лат.]. — Москва, 1826. — (Диссертация на степень доктора медицины).
- Правила о способе врачевания английской болезни, для учреждения Лечебницы. — СПб.: Типография Н. Греча, 1830.